# Лада Лузіна
Ла́да Лу́зіна (справжнє ім'я Владисла́ва Микола́ївна Ку́черова; нар. 21 жовтня 1972, м. Київ) — українська російськомовна письменниця, журналістка, театральний критик. На питання про свою національність відповідає: «Киянка».

## Життєпис
Народилася 21 жовтня 1972 у Києві.
Батьки розлучилися, коли Владиславі було 4 роки.
|               | У мене золота мама, вона ніколи мені нічого не нав'язувала і не забороняла. Пізніше я зрозуміла те, що усвідомлювала в дитинстві інтуїтивно: батько міг би мене зламати. Мама ж виростила мене абсолютно вільною. Саме завдяки її виховання в мені сформувався головний життєвий принцип: у світі немає нічого неможливого! Всі правила і закони ілюзорні. |
| — Лада Лузіна | |

Прізвище її матері — Лузіна — із часом стала псевдонімом Влади.
Після восьмого класу мати відвела в училище — будівельне ПТУ № 18, по закінченню якого вона працювала на будівництві. Пізніше вступила на факультет театральної критики Київського театрального інституту, одночасно з чим її статті та вірші почали друкувати у різних виданнях.
Працюючи в газеті «Бульвар» (пізніше «Бульвар Гордона»), стала відома як найскандальніша журналістка України[джерело?]. Світ побачило «банне» інтерв'ю Миколи Мозгового, в якому він жорстоко громив колег — «зірок» української естради. Скандал цього разу вибухнув грандіозний — на всю Україну!
У 2002 році випустила свою першу книгу «Моя Лолита». Пізніше опублікувала книгу «Как я была скандальной журналисткой».
Письменниця видала два набори листівок. В набір «Волшебный мир ёлочных игрушек» (2019) увійшли 8 листівок (+обкладинка та одна додаткова листівка) з фотографіями з колекції ялинкових прикрас Лузіної. В набір «7 тайн украинской ведьмы» (2021) увійшли 6 листівок (+обкладинка) більшість з яких стилізовані під сторінки Книги Києвиць з циклу «Київські відьми». Був виданий «Чарівний календар Лади Лузіної» російською та українською мовами (2021-2025). В авторських календарях немає офіційних свят, а виділені ті дні, які вважалися чарівними в народних віруваннях і традиціях.
Водить авторські екскурсії по Києву.
Книги сповнені містичними елементами та історичними даними, вважаються одними з найкращих у фольклорному фентезі про Україну.

## Зацікавлення
Багато років Лада Лузіна збирає власну колекцію ялинкових прикрас та листівок, серед яких є іграшки виробництва Німеччини, СРСР, України та багатьох інших країн різних часів.
Мріє відкрити в Києві Музей Нового року.

## Нагороди
У 2010 році увійшла до списку «Топ — 10 найуспішніших письменників України» за версією журналу «Главред», який оцінили загальний книжковий наклад письменниці проданий на території України починаючи з 1992 й по 2010 рік у близько 250 тисяч примірників. У 2012 році увійшла до рейтинг Топ-30 найуспішніших письменників України за версією журналу "Фокус". У 2012 році письменниця також увійшла до престижного списку «Золотих письменників України».

## Громадська позиція

### Ставлення до Росії
Вважає, що Україна, Білорусь та Росія всі разом походять від Київської Русі, називаючи Росію «дочкою України».

### Заперечення українофобії Булгакова
У своїх інтерв'ю неодноразово заявляла, що не вважає Михайла Булгакова українофобом.

### Позиція щодо української мови
Лузіна має суперечливий погляд на поширення української мови в Києві. Зокрема, вона вважає, що Київ не має бути виключно україномовним містом, бо, за її словами, Київ завжди був портовим містом і ніколи не був одномовним. Також Лузіна неодноразово заявляла, що не вважає, що їй коли-небудь удасться писати книги українською.

#### Цикл«Київські відьми»
- Лада Лузина. Киевские ведьмы. Меч и Крест. — Харьков: Фолио, 2005. — 432 с. — ISBN 966-03-2848-6.
- Лада Лузина. Киевские ведьмы. Выстрел в Опере. — Харьков: Фолио, 2007. — 480 с. — ISBN 978-966-03-3946-0, ISBN 978-966-03-4321-4.
- Лада Лузина. Киевские ведьмы. Рецепт Мастера. Спасти Императора! В 2 книгах. Книга 1.  — Харьков: Фолио, 2011. — 128 с. — ISBN 978-966-03-5720-4.
- Лада Лузина. Киевские ведьмы. Рецепт Мастера. Спасти Императора! В 2 книгах. Книга 2. — Харьков: Фолио, 2011. — 144 с. — ISBN 978-966-03-5721-1.
- Лада Лузина. Киевские ведьмы. Рецепт Мастера. Революция амазонок. В 2 книгах. Книга 1. — Харьков: Фолио, 2011. — 136 с. — ISBN 978-966-03-5778-5.
- Лада Лузина. Киевские ведьмы. Рецепт Мастера. Революция амазонок. В 2 книгах. Книга 2. — Харьков: Фолио, 2011. — 128 с. — ISBN 978-966-03-5779-2.
- Лада Лузина. Киевские ведьмы. Принцесса Греза. — Харьков: Фолио, 2011. — 128 с. — ISBN 978-966-03-5506-4.
- Лада Лузина. Киевские ведьмы. Никола Мокрый. — Харьков: Фолио, 2011. — 128 с. — ISBN 978-966-03-5534-7.
- Лада Лузина. Киевские ведьмы. Ангел Бездны. — Харьков: Фолио, 2011. — 128 с. — ISBN 978-966-03-5666-5.
- Лада Лузина. Киевские ведьмы. Каменная гостья. — Харьков: Фолио, 2011. — 128 с. — ISBN 978-966-03-5669-6.
- Лада Лузина. Киевские ведьмы. Ледяная царевна. — Харьков: Фолио, 2015. — 216 с. — ISBN 978-966-03-7079-1.
- Лада Лузина. Киевские ведьмы. Тень Демона. — Харьков: Фолио, 2016. — 384 с. — ISBN 978-966-03-7393-8.
- Лада Лузина. Киевские ведьмы. Джек-потрошитель с Крещатика (сборник «Ангел Бездны», «Тень Демона», «Пятый Провал»). — Харьков: Фолио, 2018. — 699 с. — ISBN 978-966-03-8375-3.
- Лада Лузина. Киевские ведьмы. Бесы с Владимирской горки. — Харьков: Фолио, 2020. — 256 с. — ISBN 978-966-03-9077-5.

#### Книги про Київ
- Лада Лузина. Киев волшебный. — Харьков: Фолио, 2016. — 64 с. — ISBN 978-966-03-7659-5.
- Лада Лузина. Легенды Киева. — Харьков: Фолио, 2016. — 64 с. — ISBN 978-966-03-7657-1.
- Лада Лузина. Чудеса Киева. — Харьков: Фолио, 2016. — 64 с. — ISBN 978-966-03-7658-8.
- Лада Лузина. Невероятный Киев Лады Лузиной. — Киев: Скай Хорс, 2018. — 304 с. — ISBN 978-966-2536-35-5.

#### Книги з історії України
- Лада Лузина. Волшебные традиции украинок. — Харьков: Фолио, 2018. — 64 с. — ISBN 978-966-03-8052-3.
- Лада Лузина. Украинская ведьма. Кто она?. — Киев: Скай Хорс, 2022. — 336 с. — ISBN 978-966-2536-85-0.

#### Книги для дітей
- Лада Лузина. Добрые сказки о ёлочных игрушках. — Харьков: Фолио, 2012. — 36 с. — ISBN 978-966-03-6159-1.
- Лада Лузина. Сказка о лампочке. — Харьков: Фолио, 2013. — 10 с. — ISBN 978-966-03-6250-5.
- Лада Лузина. Сказка о новогодней ёлке. — Харьков: Фолио, 2013. — 10 с. — ISBN 978-966-03-6251-2.

#### Збірки
- Лада Лузина. Как я была скандальной журналисткой. — Харьков: Фолио, 2004. — 431 с. — ISBN 966-03-2615-7.
- Лада Лузина. Звезды эстрады и кино в зеркале скандальной журналистики («Как я была скандальной журналисткой»). — Харьков: Фолио, 2004. — 431 с. — ISBN 966-03-2644-0.
- Лада Лузина. Секс и город Киев. — Харьков: Фолио, 2004. — 318 с. — ISBN 966-03-2616-3.
- Лада Лузина. Замуж в 30 лет!. — Харьков: Фолио, 2008. — 312 с. — ISBN 978-966-03-4130-2.
- Лада Лузина. Я — лучшая! Пособие для начинающей эгоистки. — Харьков: Фолио, 2011. — 124 с. — ISBN 978-966-03-5797-6.
- Лада Лузина. Мужчины, подруги и прочие стихийные бедствия. — Харьков: Фолио, 2011. — 128 с. — ISBN 978-966-03-5796-9.
- Лада Лузина. Хочу замуж, или Я не брошу курить ради тебя!. — Харьков: Фолио, 2012. — 128 с. — ISBN 978-966-03-5901-7.
- Лада Лузина. Лада, не грусти, не надо! Пособие для начинающей эгоистки - 2. — Харьков: Фолио, 2012. — 128 с. — ISBN 978-966-03-6277-2.
- Лада Лузина. Замуж после 30. Твое счастье вперед!. — Харьков: Фолио, 2012. — 124 с. — ISBN 978-966-03-6067-9.
- Лада Лузина. 13 женских проблем и способов их решения. — Харьков: Фолио, 2012. — 124 с. — ISBN 978-966-03-5900-0.

### Переклади українською
Цикл «Київські відьми»
- Лада Лузіна. Київські відьми. Меч і Хрест. Переклад з російської: Віктор Бойко. — Харків: Фоліо, 2012. — 431 с. — ISBN 978-966-03-6088-4.
- Лада Лузіна. Київські відьми. Постріл в Опері. Переклад з російської: Тетяна Безматьєва. — Харків: Фоліо, 2013. — 439 с. — ISBN 978-966-03-6638-1.
- Лада Лузіна. Київські відьми. Принцеса Мрія. Переклад з російської: Тетяна Девяткіна. — Харків: Фоліо, 2012. — 119 с. — ISBN 978-966-03-5908-6.
- Лада Лузіна. Київські відьми. Микола Мокрий. Переклад з російської: Яків Житін. — Харків: Фоліо, 2012. — 119 с. — ISBN 978-966-03-5914-7.

Книги про Київ
- Лада Лузіна. Неймовірний Київ. Диявол на пенсії. Переклад з російської: Мар'яна Оверчук, Олена Коноз. — Харків: Фоліо, 2019. — 224 с. — ISBN 978-966-03-8731-7.

Книги з історії України
- Лада Лузіна. Чарівні традиції українок. Переклад з російської: Ірина Алексеєва. — Харків: Фоліо, 2018. — 64 с. — ISBN 978-966-03-8053-0.
- Лада Лузина. Українська відьма. Хто вона?. Переклад з російської: Інна Рєпіна. — Київ: Скай Хорс, 2022. — 336 с. — ISBN 978-966-2536.

### Переклади англійською
Книги з історії України
- Lada Luzina. Ukrainian women's magic traditions. Translated: Ganna Krapivnyk. — Kharkiv: Folio, 2020. — 64 p. — ISBN 978-966-03-8957-1.

### Переклади німецькою
Цикл «Київські відьми»
- Lada Lusina. Die Hexen von Kiew. Übersetzer: Christine Blum. — München: dtv Verlagsgesellschaft, 2008. — 528 p. — ISBN 3423246693.

### Переклади польською
Цикл «Київські відьми»
- Łada Łuzina. Wiedźmy Kijowa: Miecz i krzyż. Tłumaczenie: Gabriela Sitkiewicz. — Kraków: Insignis Media, 2022. — 654 s. — ISBN 978-83-67323-18-5.
- Łada Łuzina. Wiedźmy Kijowa: Strzał w operze. Tłumaczenie: Zarawska Patrycja. — Kraków: Insignis Media, 2023. — 662 s. — ISBN 978-83-67710-18-3.

## Екранізація творів
- 2006-го року по п'єсі «Комплекс принца» був випущений фільм «Мой принц» (Андрій Стрєльцов — Дмитро Харатьян, Алла — Аліка Смєхова).
- 2008-го року вийшов фільм «Маша и Море» по однойменній повісті з книги "Я — ведьма!" (Маша — Ольга Красько, Саша — Максим Віторган).